# Siltasaari (ö i Södra Savolax, Pieksämäki)
Siltasaari är en ö i Finland. Den ligger i sjön Haukivesi och i kommunen Jorois i den ekonomiska regionen  Pieksämäki ekonomiska region  och landskapet Södra Savolax, i den sydöstra delen av landet, 280 km nordost om huvudstaden Helsingfors. Öns största längd är 2,5 kilometer i sydöst-nordvästlig riktning.